# Chiesa di Santa Maria Assunta (Tatti)
La chiesa di Santa Maria Assunta è un edificio sacro situato a Tatti, nel comune di Massa Marittima, in provincia di Grosseto.

## Storia
La chiesa è di origine medievale ed è ricordata col titolo di pieve in documento del 1267 dove si legge «pieve de Sancta Maria de Tacti». La si ritrova ricordata anche nella relazione di Bartolomeo Gherardini del 1676. È probabile che questa stessa chiesa fosse l'antica pieve di San Michele citata nei documenti antichi.
L'edificio è stato completamente ristrutturato alla fine del XIX secolo, dopo che il sacerdote Pietro Barabesi, membro della facoltosa famiglia che a Tatti possedeva un'importante fattoria con tenuta, aveva donato 10 000 lire per la «riedificazione di questa chiesa». Il fronte della chiesa fu ampliato e venne realizzata una nuova facciata in stile neoclassico.
Ulteriori interventi di restauro e manutenzione sono stati effettuati a partire dal 1968.

## Descrizione

### Esterno
La facciata si presenta in pietra trachitica locale e vi si può notare il suo carattere neoclassico nella forma timpanata che le è stata conferita. Sul portale d'ingresso è posto un rosone con vetrata policroma.
Sul lato sinistro si innalza il campanile cuspidato. All'interno sono custodite due campane in bronzo: sulla campana maggiore sono scolpiti in rilievo sant'Antonio e il Crocifisso, e reca la dicitura «I.  
H. S. M. I. A fulgure e tempestatis libera nos Domine. Antonio Bruscolini MDCLXIIII»; sulla minore è invece scritto «Maria Mater Grazzie, Mater Misericordie. A.D. MDCCCLXXV».

### Interno
Anche all'interno è ravvisabile l'ispirazione classicista, in particolar modo nella trabeazione posata su semipilastri che anima il semplice interno dell'edificio, coperto a crociera, mentre con copertura a vela nel presbiterio.
La sistemazione degli altari e delle colonne dipinte con il sistema del "finto marmo" è dovuta ad un intervento dei fratelli pittori Fabbri di Massa Marittima effettuato nei primi anni del XX secolo. Si contano all'interno della chiesa altari dedicati all'Immacolata Concezione, al Sacro Cuore di Gesù e a sant'Antonio da Padova. Tra gli oggetti di pregio custoditi in questo luogo di culto vi sono una statua della Madonna del Rosario, un tabernacolo in legno a foglia d'oro, un crocifisso ligneo ed un fonte battesimale con statua di san Giovanni Battista in marmo policromo e gesso dipinto, voluto a ricordo di Siria Borelli Cillerai nel 1968. Si contano inoltre due dipinti: una santa Barbara, patrona dei minatori, del XIX secolo e un olio su tela raffigurante la Madonna assunta in cielo tra gli angeli, opera del pittore genovese Mattia Traverso del 1934, collocato nella chiesa nel 1935.
Nella chiesa è situato anche un antico reliquario contenente resti che la tradizione vuole appartenuti a san Michele o a san Magno. Infine, si segnale la presenza di una lapide datata 1894 con epigrafe alla memoria di don Pietro Barabesi, deceduto nel 1880, il quale si era prodigato per la riedificazione della chiesa.